# Battambang
Tỉnh Battambang, phiên âm tiếng Việt: Bát-tam-băng hay Bát-đom-boong, là một tỉnh tây bắc của Campuchia. Phía tây giáp các tỉnh Sa Kaeo, Chanthaburi và Trat của Thái Lan, ba phía còn lại giáp các tỉnh Banteay Meanchey, Siem Reap và Pursat. Tỉnh lỵ là thành phố Battambang. Tên gọi của tỉnh này có nghĩa là "mất gậy", liên quan tới một truyền thuyết về Preah Bat Dambang Kranhoung (Vua gậy Kranhoung), vùng đất này còn được gọi là Hải Tây trong lịch sử Việt Nam thời kỳ nhà Nguyễn.
Tỉnh này có 13 huyện (srok):
- 0201 Banan
- 0202 Thma Koul
- 0203 Battambang
- 0204 Bavel
- 0205 Ek Phnom
- 0206 Moung Ruessei
- 0207 Rotanak Mondol
- 0208 Sangkae
- 0209 Samlout
- 0210 Sampov Loun
- 0211 Phnum Proek
- 0212 Kamrieng
- 0213 Koas Krala
- 0214 Rukhak Kiri